# Торф верховий
Торф верховий (рос. торф верховой, англ. raised-bog peat, нім. Hochmoortorf m) — генетичний тип торфу, в ботаніч. складі якого менше 95 % залишків оліготрофних рослин.

## Загальний опис
Ступінь розкладу Т.в. 5-70 %. На відміну від перехідного та низинного типів, торф верховий малозольний (2,4 %) і більш кислий (рН сольової витяжки 2,5-3,6).
Торф верховий широко розповсюджений на торфових покладах Північної півкулі.
Торф верховий зі ступенем розкладу більше 20 % використовується як паливо, сировина для отримання коксу, газу, гумінових кислот і бітумів. При більш низьких ступенях розкладу Т.в. застосовується як ізоляційний і підстильний матеріал, гідролізна сировина та ін.

## ТОРФ ВЕРХОВИЙ КОМПЛЕКСНИЙ
Вид торфу верхового типу, який містить у своєму ботаніч. складі без урахування гумусу не менше 70 % залишків оліготрофних сфагнових мохів (Sph. magellanicum, Sph. fuscum, Sph. angustifolium, Sph. majus, Sph. cuspidatum). При цьому жоден з видів мохів не переважає. Деревні залишки не перевищують 10 %. Поклади з переважанням Т.в.к. широко поширені в зах. і півн.-зах. р-нах Бєларусі та України і Зах. Сибіру. РФ. Ступінь розкладання 13-8 %, вологість 92-93 %, зольність 2,2-1 %, рН сольового витягу 3,20,3. Поклади з переважанням Т.в.к. розробляють для отримання підстилки, термоізоляц. плит і при підвищеній мірі розкладання — на паливо.

## Інші різновиди торфу
| - Фускум-торф - Фрезерний торф - Магелланікум-торф - торф вербовий - торф верховий - торф гіпновий | - торф деревний - торф деревно-моховий - торф деревно-трав'яний - торф мезотрофний - торф моховий - торф низинний - торф перехідний | - торф похований - торф сфагновий - торф трав'яний - торф тростинний - торф хвощевий - торф шейхцерієвий - торф ялинковий |